# Dădești (okręg Jassy)
Dădești – wieś w Rumunii, w okręgu Jassy, w gminie Ion Neculce. W 2011 roku liczyła 261 mieszkańców.